# Spalirises

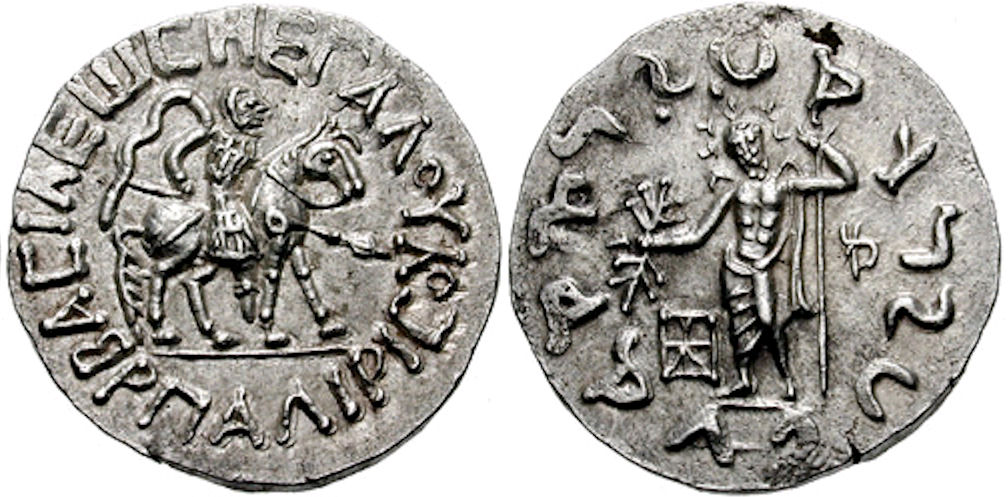
Münze des Spalirises (mit Azes I. zusammen)

Spalirises war ein Indo-Skythischer König, der um 75–65 v. Chr. regierte. Er ist so gut wie nur von seinen Münzen bekannt.
Spalirises war eventuell ein Vasallenkönig des Vonones. Seine ersten Münzen prägte er mit diesem zusammen, jedenfalls erscheint dort ein Spalahores, der mit Spalirises gleichgesetzt wird. Dann prägte er eigene Münzen und erscheint dann auf solchen von Azes I. Seine Prägungen wurden im heutigen Khyber Pakhtunkhwa in Pakistan gefunden, das etwa seinem Herrschaftsgebiet entsprochen haben dürfte.